# Mikołaj Aleksander
Mikołaj Aleksander (rum. Nicolae Alexandru; zm. 16 listopada 1364) – hospodar wołoski w latach 1352–1364 z dynastii Basarabów.
Mikołaj Aleksander był synem uznawanego za pierwszego hospodara Wołoszczyzny Basaraba I i jego żony Małgorzaty. Już od 1343 współrządził ze swoim ojcem. Za swoją siedzibę obrał miasto Câmpulung. Dbał o rozwój gospodarczy kraju. Jego sukcesy, oznaczające umocnienie władzy centralnej (szedł tutaj w ślady swego ojca) powodowały wzrost opozycji możnych (wielu z nich po porażce w zmaganiach z księciem schroniło się w Siedmiogrodzie z uwagi na ówczesną niechęć wołosko-węgierską).

## Rodzina
Mikołaj Aleksander był dwukrotnie żonaty. Z pierwszego małżeństwa miał trzech synów: Władysława I (hospodar Wołoszczyzny w latach 1364–1377), Radu I (hospodar Wołoszczyzny w latach 1377–1383), Woisława (zmarł w 1366 roku). Z drugiego małżeństwa zawartego z Klarą Dobokay przyszły na świat córki - Elżbieta, poślubiona księciu opolskiemu i palatynowi węgierskiemu Władysławowi, Anna wydana za cara Widynia Iwana Sracimira oraz Anca, zamężna za królem i cesarzem (carem) Serbii Stefanem Uroszem V.

## Religia
Druga żona Mikołaja Aleksandra, pochodząca z Siedmiogrodu Klara Dobokay, była wyznania rzymskokatolickiego. Po zawarciu tego małżeństwa hospodar uznał zwierzchność biskupstwa siedmiogrodzkiego nad katolikami przebywającymi na obszarze Wołoszczyzny. Sam jednak po ukończeniu monastyru Negru Vodă w miejscowości Câmpulung (w którym został później pochowany), zwrócił się w 1359 roku do Bizancjum i ówczesnego patriarchy Konstantynopola Kaliksta I o ustanowienie metropolii prawosławnej na terytorium Wołoszczyzny. Kalikst I przychylił się do tej prośby, ustanawiając metropolię węgiersko-wołoską z siedzibą w Curtea de Argeș (lub według niektórych historyków w Câmpulung).

## Literatura
- J. Demel: Historia Rumunii. Wrocław – Warszawa – Kraków: Zakład Narodowy im. Ossolińskich – Wydawnictwo, 1970, s. 97–98.
- J. Rajman: Encyklopedia średniowiecza. Kraków: Wydawnictwo Zielona Sowa, 2006, s. 653. ISBN 83-7435-263-9.